# 田克俭
田克俭（1938年—？），男，原籍河北清苑，生于北京，中国扬琴演奏家，曾任中国民族管弦乐学会理事。